# (100921) 1998 KZ60
(100921) 1998 KZ60 es un asteroide perteneciente al cinturón de asteroides, región del sistema solar que se encuentra entre las órbitas de Marte y Júpiter, descubierto el 23 de mayo de 1998 por el equipo del Lincoln Near-Earth Asteroid Research desde el Laboratorio Lincoln, Socorro, Nuevo México, Estados Unidos.

## Designación y nombre
Designado provisionalmente como 1998 KZ60. 

## Características orbitales
1998 KZ60 está situado a una distancia media del Sol de 2,392 ua, pudiendo alejarse hasta 2,790 ua y acercarse hasta 1,994 ua. Su excentricidad es 0,166 y la inclinación orbital 9,439 grados. Emplea 1351,42 días en completar una órbita alrededor del Sol.

## Características físicas
La magnitud absoluta de 1998 KZ60 es 15,8. 